# Гарден Плејн (Канзас)
Гарден Плејн (енгл. Garden Plain) град је у америчкој савезној држави Канзас.

## Демографија
По попису из 2010. године број становника је 849, што је 52 (6,5%) становника више него 2000. године.
| Група             | 2000.       | 2010.       |
| Белци             | 770 (96,6%) | 829 (97,6%) |
| Афроамериканци    | 3 (0,4%)    | 3 (0,4%)    |
| Азијати           | 1 (0,1%)    | 1 (0,1%)    |
| Хиспаноамериканци | 11 (1,4%)   | 5 (0,6%)    |
| Укупно            | 797         | 849         |